# Gunma
Gunma (群馬県 (Quần Mã huyện) Gunma-ken) là một tỉnh thuộc vùng Kanto của đảo Honshu, Nhật Bản. Tỉnh lỵ là thành phố Maebashi.

## Địa lý
Là một trong 8 tỉnh nội địa của Nhật Bản, Gunma là tỉnh xa nhất về phía Tây Bắc của đồng bằng Kantō. Ngoại trừ vùng trung tâm và vùng đông bắc, nơi mà có dân số tập trung phần lớn, thì đa số diện tích còn lại là núi. Gunma giáp ranh với tỉnh Niigata và Fukushima ở phía Bắc, với tỉnh Tochigi ở phía Đông, tỉnh Nagano ở phía Tây và tỉnh Saitama ở phía Nam.
Một vài ngọn núi lớn của Gunma bao gồm núi Akagi, núi Haruna, núi Myogi, núi Nikkō-Shirane và núi Asama, trong đó núi Asama nằm ở biên giới với tỉnh Nagano. Các con sông lớn bao gồm sông Tone, sông Agatsuma và sông Karasu.

## Khí hậu
Bởi Gunma nằm trong nội địa Nhật Bản, nên sự khác biệt về khí hậu giữa mùa hạ và mùa đông là khá lớn, và ít mưa hơn. Đây là do gió kara-kaze, luồng gió mạnh và khô thường thổi vào mùa đông khi tuyết đổ ở vùng eo biển Niigata. Hiện tượng khí hậu này xảy ra khi mây tụ và tuyết rơi xuống dãy núi Echigo. Nhưng vì núi cao cản luồng gió và hơi ẩm nên bên kuất gió thì hanh khô tạo ra kara-kaze ở Gunma.
- Khí hậu tại Gunma:
  - Lượng mưa hàng năm: 1163 mm
  - Nhiệt độ hàng năm: 14.2 độ C

## Lịch sử
Những chứng tích của con người thời kỳ đồ đá cũ 100.000 năm về trước được tìm thấy ở Iwajuku, tỉnh Gunma vào đầu thế kỉ 20 và hiện có một bảo tàng tại tỉnh này.
Nhật Bản đã từng không có ngựa cho đến khoảng những thế kỉ đầu sau công nguyên, và ngày nay Gunma là trung tâm nuôi ngựa giống cũng như trung tâm của các hoạt động thông thương khi mà người ở các lục địa khác và người Nhật bắt đầu buôn bán động vật với nhau.
Khi núi Haruma phun dung nham cuối thế kỉ thứ 6, Nhật Bản vẫn còn ở thời kì tiền sử nhưng các đơn vị dấu tích khảo cổ của tỉnh Gunma vẫn có thể xác định thời gian của vụ phun nham qua dấu tích khảo cổ động vật tại vị trí chăn nuôi súc vật bị chôn dưới đống tro.
Trong quá khứ, Gunma thuộc tỉnh Tochigi và được gọi chung là tỉnh Kenu. Sau đó thì tỉnh Kenu được chia thành Kami-kenu (Thượng Kenu tức Gunma) và Shimo-kenu (Hạ Kenu tức Tochigi). Vùng này thỉnh thoảng được coi là Jomo (上毛, Jōmō). Trong phần lớn lịch sử Nhật Bản, Gunma được biết với cái tên là tỉnh Kozuke.
Trong thời kì đầu ngoại giao giữa các nước phương Tây và Nhật Bản, đặc biệt là cuối thời kỳ Edo, tỉnh này được người nước ngoài coi là "bang Jyoushyu" (Jyoushyu nghĩa là trung thủy) nơi còn nhiều kiến trúc liên quan đến dòng họ Tokugawa.
Những xí nghiệp lụa hiện đại đầu tiên được xây với sự trợ giúp của người Pháp và Italia tại Annaka vào thập niên 1870.
Đầu thời kỳ Minh Trị, một cuộc tranh chấp chính trị đẫm máu giữa những người theo chủ nghĩa dân chủ lý tưởng kiểu phương Tây và những người theo chủ nghĩa dân tộc hiện đại kiểu Phổ xảy ra tại Gunma và tỉnh láng giềng Nagano. Vụ này tại địa phương được gọi là xô xát Gunma 1884. Trong đó quân đội Nhật Bản hiện đại, với những khẩu súng trường xoay Nhật mới sản xuất, đã bắn hạ những người nông dân. Có tin cho rằng, những người nông dân ở Gunma là những nạn nhân đầu tiên của súng trường Murata.
Vào thế kỉ 20, nhà tiên phong trong lĩnh vực hàng không của Nhật, Nakajima Chikushi, người huyện Oizumi, tỉnh Gunma, sáng chế ra máy bay Nakajima. Đầu tiên ông chủ yếu sản xuất các mẫu thiết kế cho phép của nước ngoài, bắt đầu với sự nổi tiếng với loại máy bay chiến đấu Nakajima 91 năm 1931, công ty của ông đã trở nên nổi tiếng trong lĩnh vực chế tạo và thiết kế hàng không, với trụ sở đặt ở Ota, Gunma. Nhà máy hiện nay sản xuất ô tô Subaru và nhiều sản phẩm công nghiệp khác dưới cái tên Công nghiệp Nặng Fuji.
Vào thập niên 1930, kĩ sư nổi tiếng người Đức Bruno Julius Florian Taut (4/5/1890, Königsberg - 24/12/1938, Istanbul) sống tại Gunma một thời gian ngắn và thực hiện một cuộc nghiên cứu tại Takasaki, Gunma.
Vụ xô xát Girard, vụ đã làm căng thẳng mối quan hệ của Mỹ và Nhật đầu thập niên 1950, xảy ra tại Gunma năm 1957, tại căn cứ Somogahara gần Shibukawa. Gunma cũng là quê hương của ba thủ tướng Nhật Bản hiện đại Fukuda Takeo, Nakasone Yasuhiro và Obuchi Keizō.

## Giáo dục
Đại học quốc lập Gunma